# Halonympha
Halonympha is een geslacht van tweekleppigen uit de  familie van de Cuspidariidae.

## Soorten
- Halonympha aethiopica (Thiele & Jaeckel, 1931)
- Halonympha asiatica Hayami & Kase, 1993
- Halonympha atlanta Allen & Morgan, 1981
- Halonympha claviculata (Dall, 1881)
- Halonympha congenita (E. A. Smith, 1885)
- Halonympha depressa (Jeffreys, 1882)
- Halonympha ledaeformis (Dautzenberg & H. Fischer, 1897)
- Halonympha leiomyoides (Poutiers, 1981)
- Halonympha ros (Verco, 1908)
- Halonympha salamensis (Thiele & Jaeckel, 1931)
- Halonympha soyomaruae Okutani & Kawamura, 2002
- Halonympha striatella Verrill & Bush, 1898